# ファンシーショップ
ファンシーショップ（fancy shop:和製英語）とは10-20代の若者向けのファンシーなグッズを取り扱う店舗のこと。

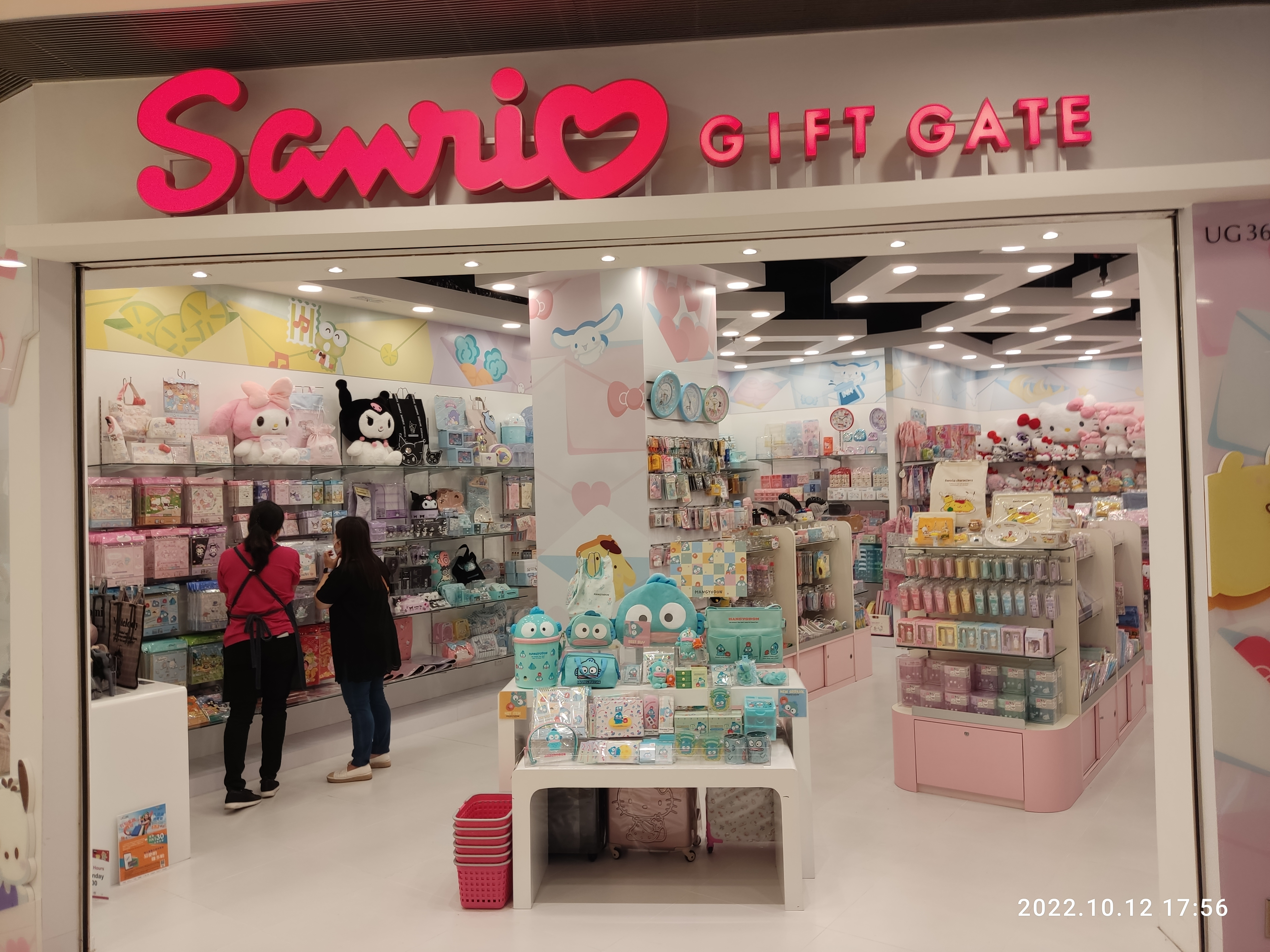
ファンシーグッズの代名詞、サンリオのショップ

## 概要
取扱商品はアクセサリー、ビーズ、ネックレスといったアクセサリーやその自作のための材料、キャラクター商品、バッグ、文房具など多岐にわたる。また、商品の価格が安価なため、気軽におしゃれを楽しみたい若者に人気がある。

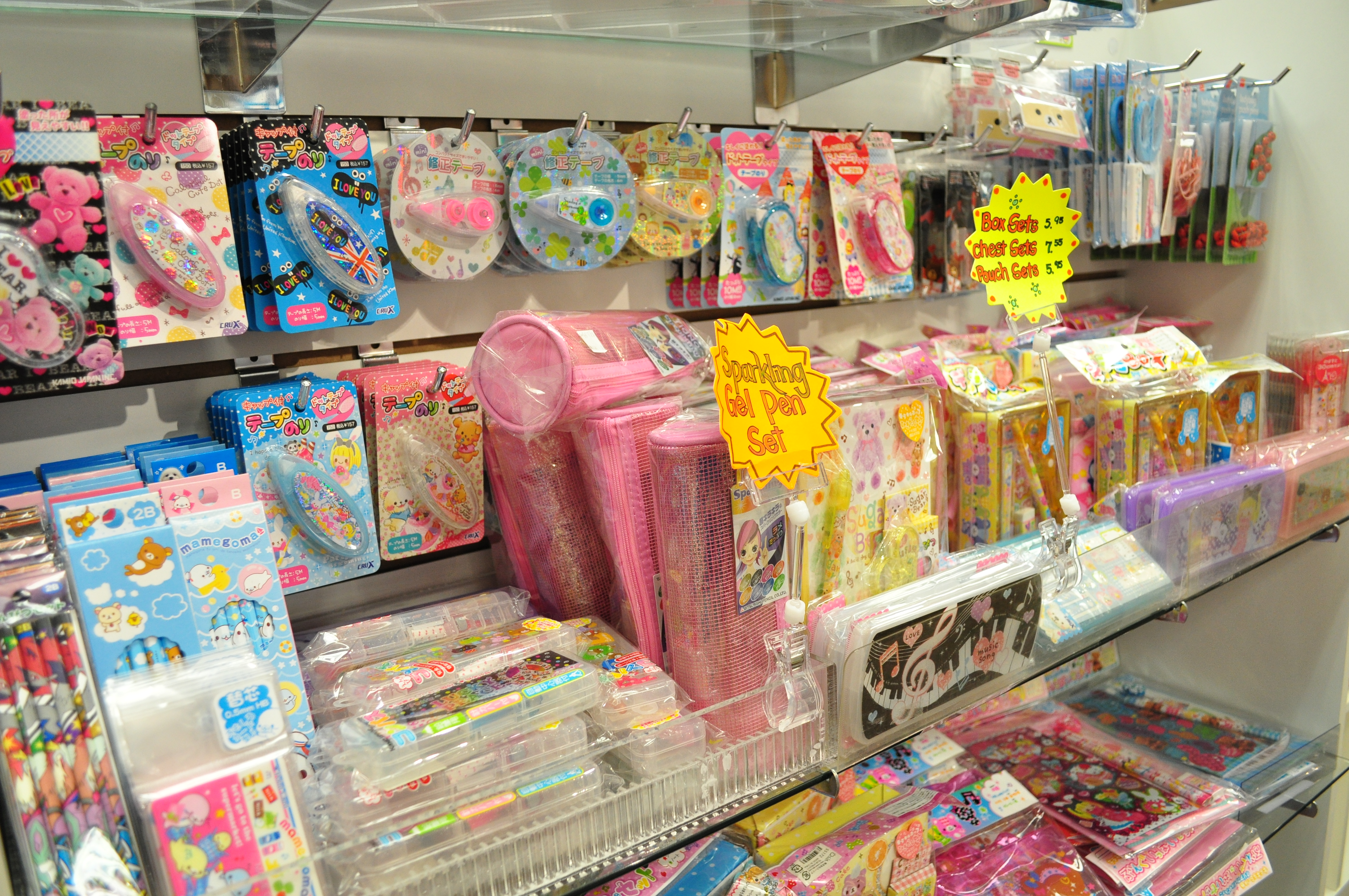
ファンシーグッズ

### 立地
主にショッピングセンターや総合スーパーの構内に出店していることが多い。